# 14179 Скіннер
14179 Скіннер (14179 Skinner) — астероїд головного поясу, відкритий 15 листопада 1998 року.
Тіссеранів параметр щодо Юпітера — 3,556.